# ذا واكينغ ديد (لعبة فيديو)
الموتى السائرون (الإنجليزية: The Walking Dead) هي لعبة فيديو مغامرات تسنتد إلى رواية بنفس الاسم من إنتاج 2012 .تعمل على عدة منصات منها البلاي ستيشن 3 والاكس بوكس وويندوز وماكنتش والايفون والأندرويد.كان من المفترض ان تنزل اللعبة في اواخر عام 2011 ولكن نظرا لتأخر عملية تطوير اللعبة تم تأجيلها حتى 2012 واللعبة متكونة من خمس حلقات وصدرت الحلقة الأولى في أبريل عام 2012 على جميع المنصات المذكورة.
تعتمد اللعبة على نوع من الإثارة والتي تكون فيها أنت من يصنع القرار كاختيار الشخص الذي تريد مساعدته
تجعلك اللعبة تشعر وكأنك أنت الشخصية التي تروى احداثها. يوجد شخصيات في اللعبة ومن أشهرهم: الشخصية الرئيسية (كليمنتاين) - (لي) شخصية رئيسية أيضا في الجزء الأول فقط (كيني) في الجزء الأول والثاني وهكذا. تعتمد نهاية اللعبة على اختياراتك السابقة ومجازفاتك فيها.
(قصة مبسطة لبداية اللعبة فقط) يتحكم اللاعب بشخصية تدعى «لي إيفرت»، مدرس في جامعة جورجيا تم القبض عليه لأنه قتل شخصا وجده نائما مع زوجته. تبدأ اللعبة عندما يكون «لي» في سيارة شرطة في طريقه إلى سجن خارج مدينة أطلانطا. وفي أثناء ذلك تدور مناقشة بين رجل الأمن الذي كان يقود السيارة ولي إيفرت حول قضيته ولكن فجأة تصطدم سيارة الشرطة بأحد الأموات السائرين.بعد الاصطدام، تنحرف سيارة الشرطة عن الطريق وتسقط في غور. نتيجة الاصطدام يفقد ليي إيفرت الوعي لمدة بسيطة، وعندما يستيقظ يجد قدمه مصابة ورجل الأمن ميت. يشق «لي» طريقه خارج سيارة الشرطة ليتجه نحو جثة رجل الأمن ويأخذ مفاتيحه لكي يفك قيوده.بعد فك قيوده مباشرة، يفاجئ رجل الأمن (والذي بهذا الوقت أصبح من الأموات السائرين) لي ويحاول أن يهجم عليه. «لي» يحاول الهروب من رجل الأمن ليصطدم جسده من الخلف بسيارة الشرطة ويجد سلاح رجل الأمن. «لي» يستخدم السلاح لكي يقضي على رجل الأمن المتحول.نتيجة الصوت، عدة أموات سائرون يبدئون بالتجمع حول «لي» الذي ينجح بالهروب.و من هنا تبدأ المغامرة.

## الشخصيات
الشخصيات الرئيسية في الجزء الأول فقط:
| اسم الشخصية | وصف الشخصية |
| ----------- | --- |
| كلمنتاين    | فتاة صغيرة يتيمة ترافق لي في رحلته. تظهر شجاعة ونضجًا يتجاوزان عمرها.                                            |
| لي إيفريت   | أستاذ جامعي يواجه صعوبة في التأقلم مع العالم الجديد بعد استيقاظه من غيبوبة. يسعى لحماية كليمنتين وبقية الناجين. |
| كيني        | صياد سمك عنيف لكنه مخلص لعائلته وأصدقائه. غالبًا ما يتعارض مع لي حول كيفية التعامل مع التهديدات.                 |
| لاري        | رجل مسن غاضب ومُرّ يرفض التخلي عن أسلوب حياته القديم. غالبًا ما يتسبب في صراعات مع بقية الناجين.                   |
| دوغ         | رجل هادئ ومسالم يحاول الحفاظ على السلام بين المجموعة.                                                           |
| بين         | طالب جامعي شاب.                                                                                                 |
| كاتجا       | زوجة تكافح من أجل الحفاظ على الأمل في عالم قاتم.                                                                |
| داك         | صبي صغير مريض يعاني من إصابة مميتة.                                                                             |
| مارك        | رجل غامض وهادئ يُظهر مهارات قتالية عالية.                                                                        |
| كارلي       | طبيبة ماهرة تتصرف ببرودة وثقة.                                                                                  |
| مولي        | امرأة قوية ومباشرة                                                                                              |

## الحلقات
| رقم الحلقة في السلسلة | رقم الحلقة في الموسم | عنوان الحلقة           | تاريخ البث لأوّل مرة |
| --- | -------------------- | ---------------------- | ------------------- |
| 1 | 1                    | «يوم جديد»             | ابريل 24, 2012      |
| في بداية نهاية العالم من الزومبي، ينقذ لي إيفريت الشابة كليمنتين، وينضمون إلى الناجين الآخرين في ماكون، جورجيا للنجاة من هجوم الموتى الأحياء.                                              |                      |                        |                     |
| 2 | 2                    | «متعطش للمساعدة»       | 27 يونيو 2012       |
| بعد تأمينهم فندق للمبيت، بدأ لي والناجون الآخرون يعانون من نقص الطعام. لذلك، قرروا قبول عرض قدمته لهم عائلة سانت جون التي تملك مزرعة ألبان قريبة.                                          |                      |                        |                     |
| 3 | 3                    | «الطريق الطويل أمامنا» | 28 اغسطس 2012       |
| عندما يهاجم قطاع الطرق النزل، تضطر المجموعة إلى الفرار دون إمداداتهم، مما يؤدي إلى توترات ونزاعات على الطريق. وجدوا قطارًا عاملاً متجهًا إلى سافانا، حيث تأمل كليمنتين في العثور على والديها. |                      |                        |                     |
| 4 | 4                    | «في كل زاوية»          | 9 اكتوبر 2012       |
| يصل الناجون إلى سافانا للبحث عن قارب، ليجدوا أنفسهم عالقين في صراع يشمل مجتمعًا فاسدًا. |                      |                        |                     |
| 5 | 5                    | «لم يبق وقت»           | 20 نوفمبر 2012      |
| يسافر "لي" والناجون الباقون عبر منطقة السافانا المليئة بالزومبي في محاولة للعثور على "كليمنتاين" وإنقاذها.                                                                                 |                      |                        |                     |
| 6 | 6                    | «400 يوم (حلقة خاص)»   | يوليود 2, 2013      |
| تركز القصة على خمس شخصيات جديدة خلال أول 400 يوم من انتشار الزومبي. |                      |                        |                     |

## وصلات خارجية
- الموتى السائرون على موقع IMDb (الإنجليزية)
- موقع اللعبة نسخة محفوظة 10 مايو 2014 على موقع واي باك مشين.
- موقع تلتيل جيمز
- صفحة تلتيل الرسمية عالفيسبوك  على فيسبوك.